# 北海道道755号然別余市線
北海道道755号然別余市線（ほっかいどうどう755ごう しかりべつよいちせん）は、北海道余市郡仁木町と余市町を結ぶ一般道道（北海道道）である。

## 概要

### 路線データ
- 起点：北海道余市郡仁木町然別
- 終点：北海道余市郡余市町黒川町9丁目（国道5号交点）
- 総延長：15.396 km
- 実延長：15.387 km
- 重用延長：0.009 km

### 道路管理者
- 後志総合振興局 小樽建設管理部 余市出張所

## 歴史
- 1972年（昭和47年）3月31日 - 路線認定[1]。

## 路線状況

### 道路施設

#### 主なトンネル
- 然別トンネル（150 m、仁木町然別）

## 地理

### 通過する自治体
- 後志総合振興局
  - 余市郡仁木町
  - 余市郡余市町

### 交差する道路
余市町
- 国道5号 - 黒川町9丁目（終点）

### 沿線にある施設など
- JR北海道 函館本線 然別駅